# Путилово (Краснохолмский район)
Пути́лово— деревня в Краснохолмском районе Тверской области. Относится к Барбинскому сельскому поселению, в 2006—2012 годы входила в состав Высокушинского сельского поселения.
Находится в 6 км к юго-западу от районного центра города Красный Холм, в 0,5 км от автодороги «Тверь—Бежецк—Весьегонск—Устюжна». Деревня вытянута в одну улицу вдоль левого берега реки Могочи.
Население по переписи 2002 года — 48 человек, 24 мужчины, 24 женщины.

## История
В Списке населенных мест Весьегонского уезда 1859 года значится казённая деревня Путилово, 93 двора, 469 жителей, сельское училище. По данным 1889 года: Путиловская волость, Изосимовский приход, деревня Путилово — 88 дворов, 482 жителя, бывшие государственные крестьяне. В деревне земская школа. Промыслы: сапожники, извоз.
В Советское время деревня центр Путиловского сельсовета Краснохолмского района Калининской области. Жители трудились в колхозе «Красное Поле», дети учились в Путиловской школе (старейшей сельской школе района).
В 1997 году — 35 хозяйств, 70 жителей.
Сейчас в зданиях бывшей школы находится база отдыха «Дворянское гнездо», хотя дворян в деревне никогда не было, она была сначала монастырской, потом казённой, то есть государственной.